# Нко (письмо)
Нко — система письма і шрифт, розроблений в 1949 році гвінейським письменником Соломаною Канте для мов манде в Західній Африці, а також назва літературної мови, що використовує це письмо. N'Ko на всіх мовах манде означає «я говорю».
Письмо має чимало рис арабської абетки, особливо напрямок письма (справа наліво) і з'єднання букв. На письмі обов'язково позначаються тони і голосні.

## Історія
Соломана Канте створив писемність нко у відповідь на поширену в той час переконання, що народи Африки є нецивілізованими через відсутність власних систем письма. Нко вперше стала використовуватися в Канкані (Гвінея) для мови Манінка, і поширилося на всі райони Західної Африки, що говорять на мовах манде. 14 квітня відзначається «День алфавіту Нко», так як вважається, що 14 квітня 1949 року була завершена розробка писемності.
Введення алфавіту нко викликало рух з поширення грамотності на цьому алфавіті серед розмовляючих на манді як в англомовній, так і франкомовної частини Західної Африки. Писемність нко стала дієвим інструментом у формуванні культурної ідентичності Манінка в Гвінеї, і посилила ідентичність Манінка в інших частинах Західної Африки.

## Сучасне використання
Станом на 2005 рік писемність нко використовується головним чином в Гвінеї і Кот-д'Івуарі (відповідно, для мов Манінка і Дьюла), а також громадою в Малі (для мови бамбара). Письмом нко написані переклади Корану, різноманітні підручники (в тому числі з фізики та географії), поезія і філософські роботи, описи традиційної медицини, словники. Видаються кілька місцевих газет. У цих публікаціях використовується літературна мова — койне, що поєднує елементи основних мов манде, однак має сильні риси Манінка.
Для всіх мов манде в тій чи іншій мірі застосовується розширений латинський алфавіт — як з історичних міркувань, так і тому, що він застосовується різними урядами для офіційної транскрипції мов манде. У деяких випадках, наприклад, як у бамбара в Малі, пропаганда писемності нко привела до досить високого рівня грамотності на ній. У Гамбії і Сенегалі для мови мандінка широко використовується арабська транскрипція.

## Алфавіт
Нко пишеться справа наліво, літери з'єднуються між собою.

### Голосні
| ɔ | o | u | ɛ | i | e | a |
| ߐ | ߏ | ߎ | ߍ | ߌ | ߋ | ߊ |
|   |   |   |   |   |   |   |

### Приголосні
| ra  | da | cha | ja | ta  | pa | ba  |
| ߙ   | ߘ  | ߗ   | ߖ  | ߕ   | ߔ  | ߓ   |
|     |    |     |    |     |    |     |
| ma  | la | ka  | fa | gba | sa | rra |
| ߡ   | ߟ  | ߞ   | ߝ  | ߜ   | ߛ  | ߚ   |
|     |    |     |    |     |    |     |
| n ' |    | ya  | wa | ha  | na | nya |
| ߒ   |    | ߦ   | ߥ  | ߤ   | ߣ  | ߢ   |
|     |    |     |    |     |    |     |

## Нко та комп'ютеризація
Зростаюче застосування комп'ютерів викликало необхідність розробки способів комп'ютеризації нко. З 1990 року були зроблені спроби розробити шрифти, а потім навіть вебвміст шляхом адаптації вже існуючого програмного забезпечення і шрифтів. Викладачем Каїрського університету Баба Мамаду Діані був розроблений до-віндовсівського текстовий процесор «Koma Kuda». Однак недолік сумісності програм заважав комп'ютеризації нко.
ЮНЕСКО підтримало пропозицію кодування нко в системі Юнікод. У 2004 році робочою групою ISO WG2 був схвалений проект, представлений трьома викладачами нко (Баба Мамаду Діані, Мамаду Думбуя і Карамо Каба Джамме) спільно з Майклом Еверсон . У 2006 році був схвалений варіант нко для Unicode 5.0 — для цієї системи письма відведений діапазон кодів U + 07C0 … U + 07FF.
Pango 1.18+ і GNOME 2.20+ мають вбудовану підтримку писемності нко.

## Літературна мова
Існує стандартна форма декількох мов манде, що використовує писемність нко. Це літературна мова, заснована на «компромісному діалекті», на якому спілкуються між собою носії різних мов манде. Вони переходять зі свого діалекту на діалект, званий «нко». Нко також називається Кангбе («чиста мова»).
Наприклад, слово «ім'я» в баманан буде toko, а в Манінка — toh. У письмовій формі нко кожен напише його tô, хоча скаже по-різному.